# Čiovo
Čiovo (italijansko: Bua, latinsko: Bubus) je srednjedalmatinski otok v Srednjem Jadranu. Leži severno od Šolte in Brača, 4 km zahodno od mesta Split. Nahaja se le nekaj metrov od celinske obale, s katero ga v mestu Trogir povezuje krajši most. S površino 28 km² in 6.000 prebivalci je eden najgosteje naseljenih otokov na Hrvaškem.

## Geografija
Čiovo leži v Srednji Dalmaciji. Površina otoka meri 28,12 km², dolžina obalnega pasu je 46,66 km. Najvišji vrh Rudine je visok 218 mnm. Na otoku, ki ga od kopne obale pri Splitu loči do 2 km širok Trogirski kanal.
Klima na otoku je prijetna mediteranska, z vročimi suhimi poletji, (povprečna julijska temperatura je 26,4 °C) in blagimi vlažnimi zimami (povprečna januarska temperatura je 7,4 °C). Na otoku pade največ dežja v zimskih mesecih, povprečna letna količina pa znaša 950 mm padavin.
Južna stran otoka je izpostavljena jugu, vendar pa dobro zaščitena pred burjo, medtem ko je na severni obali ravno nasprotno. Površinskih tekočih vod na otoku ni, so pa izviri sladke vode v zalivih Slatina, Saldun in Sv. Križ. Na otoku je nekaj podzemnih jam, med katerimi sta najbolj znani Bilosa in Anična jama. Površina otoka je delno pokrita z makijo, plodnih tal je malo. Poleg oljke, fig in vinske trte uspevajo tudi agrumi.

## Prebivalstvo
Na otoku stalno živi 6071 prebivalcev (popis 2001).

## Naselja
Na otoku je sedem naselij: Čiovo, Arbanija, Slatine, Žedno, Okrug Gornji, Okrug Dolnji in Mastrinka. Vsa naselja gravitirajo proti Trogiru, ki leži na celini in ga z naseljem Čiovo povezuje premični most, tako da je Čiovo praktično že del Trogira.

## Zgodovina
Rimljani so Čiovo imenovali Caput Iovis. V tem času je bil otok tudi poseljen, na kar kažejo arheološke najdbe. Pozneje, vse do zgodnjega srednjega veka, pa ostaja otok nenaselje, in šele  v tem času so ga pričeli naseljevati puščavniki in gobavci.  Na novo je otok oživel v 15. stoletju, ko so se pričeli naseljevati prebivalci Trogira in okolice, ko so na otok pribežali pred Turki.
V naselju Čiovo stoji cerkev Gospa kraj mora, postavljena v 15. stoletju. Cerkev in samostan sv. Križa, oddaljenim 5 km od Čiova so zgradili v 15. stoletju. V Žednem stoji zgodnjeromanska cerkev sv. Maura, v zalivu Supetar so vidni ostanki starohrvaške cerkvice sv. Petra.